# Casas de Reina
Casas de Reina (extremadurai nyelven Casas de Reyna) település Spanyolországban, Badajoz tartományban. Casas de Reina Ahillones, Berlanga, Reina, Trasierra, Llerena, Higuera de Llerena, Montemolín, Fuente del Arco, Monesterio és Puebla del Maestre községekkel határos. Lakosainak száma 207 fő (2024).

## Népesség
A település népessége az utóbbi években az alábbiak szerint változott:
| Lakosok száma | 242  | 201  | 184  | 196  | 212  | 196  | 194  | 196  | 202  | 207  |
|               | 2001 | 2004 | 2006 | 2009 | 2011 | 2014 | 2016 | 2019 | 2021 | 2024 |